# Cristian Popovich
Cristian Popovich es un político argentino, ex intendente del Partido de General Juan Madariaga (2011-2015) por el partido del Frente para la Victoria.

## Historia
Fue Concejal por el Frente para la Victoria entre los años 2003 y 2009, año en que tuvo que asumir como Intendente Interino del Ing. Adrián Mircovich.
En el año 2011 gana las elecciones con un amplio margen de 68% de votos, así, se aseguró un período al frente del municipio hasta el año 2015